# 綠色左派 (荷蘭)
綠色左派（荷蘭語：GroenLinks，缩写为GL）是荷蘭的一个綠黨。
綠色左派成立於1989年，由四個左派政黨合併而成：和平社会党、荷蘭共產黨、激進者政治黨、福音人民黨。在經歷1989年與1994年兩次令人失望的選舉後，該黨從1994年至2002年間的選舉表現都十分突出。該黨領袖保羅·羅森莫勒（Paul Rosenmöller）在科克內閣期間被媒體、政治家和學者視為非正式的反對黨領袖，即使綠黨只是第二大反對黨。2002年，菲姆克·哈爾斯瑪（Femke Halsema）成為新任領袖。他強調寬容、自由與解放作為黨的關鍵價值。
綠色左派稱自己為「綠色社會」、「寬容」。他們將自己定位在熱愛自由傳統的左派。綠色左派的主要支持者集中在大城市，特別是有大學的城市。政治光譜方面，綠色左派較工黨為左，但較社會黨為右。
綠色左派在全國成立超過250個地方黨部，黨員超過21,901名。黨代表大會開放給所有黨員參加。綠色左派是全球綠黨與歐洲綠黨成員之一。2010年荷蘭大選，該黨從7席增至10席。

## 歷史

### 1989年以前
1989年，荷蘭共產黨、源自和平運動的和平社會黨、綠色政治的激進政治黨和進步基督教主義政黨福音人民黨四個政黨合併成立綠色左派，定位為比中間偏左社會民主主義的工黨更為左傾。這四黨常被定義為「小左派」，代表他們邊緣化的存在。1972年大選，他們共拿下16席，1977年大選，總席次滑落至6席。從此，成員與選民開始要求更緊密的合作。
自1980年代起，4黨開始在地方與省級選舉上合作。由於總席次較少，必須取得更高比例的選票才能獲得席次。1984年歐洲議會選舉，激進政治黨、荷蘭共產黨與和平社會黨成立「綠色進步協議」（Green Progressive Accord）進行參選。該聯盟拿下一席，由和平社會黨與激進政治黨輪替。四黨黨員也都參與草根階層核能/核武抗議運動中。激進政治黨、荷蘭共產黨與和平社會黨有80%的黨員至少參與過一次1981與1983年大規模反核武抗議運動。
成立於1981年、分裂自荷蘭第一大黨－基督教民主呼籲的福音人民黨是一個相對較新的政黨。在1982年至1986年之間，該黨一直苦於本身的定位問題。
隨著四小黨逐漸緊密的合作，意識形態的轉變引起黨內異議。荷蘭共產黨從正统共產主義轉變至「改良主義」造成黨內分裂。荷兰共产主义者联盟在1982年成立。1983年，激進政治黨內「深綠」人士退黨成立綠黨（The Greens）。共產黨與激進政治黨希望與和平社會黨組成選舉聯盟參加1986年大選，導致和平社會黨黨內衝突。黨主席佛瑞德·范德斯佩克（Fred van der Spek）反對合作而下台，由支持合作的安德蕾·范艾斯（Andrée van Es）。范德斯佩克退黨成立「社會主義與裁軍黨」（Party for Socialism and Disarmament）。然而，1986年和平社會黨大會仍拒絕選舉聯盟的提議。
1986年大選，四黨都未能取得席次，荷蘭共產黨與福音人民黨離開國會。激進政治黨只剩兩席而和平社會黨只剩一席。雖然兩黨計畫分別參加1990大選，然而合作的壓力卻不斷上升。1989年，激進政治黨、荷蘭共產黨與和平社會黨組成“彩虹”联盟在1989年歐洲議會選舉中拿下一席。和平社會黨成員約斯特·拉根迪克（Joost Lagendijk）與里歐·普拉特福（Leo Platvoet）發起黨內公投，支持左派合作（70%贊成，投票率64%）。這項行動獲得各界重要人士發表公開信支持他們提出的左派合作，包括工會界的保羅·羅森莫勒（Paul Rosenmöller）與卡琳·阿德蒙（Karin Adelmund）、環境運動界的雅克琳·克拉莫（Jacqueline Cramer）、藝術界的魯迪·范丹齊格（Rudi van Dantzig）等人。在信中他們呼籲成立一個比工黨更為左傾的進步主義政黨。拉根迪克與普拉特福參加和平社會黨、激進政治黨與荷蘭共產黨重要人士間的非正式會議，討論合作議題。其他參加者包括激進政治黨領袖布拉姆·范歐吉克（Bram van Ojik）和前荷蘭共產黨領袖伊娜·布勞威爾（Ina Brouwer）。
1989年春天，和平社會黨委員會發起與荷蘭共產黨、和平社會黨與激進政治黨的正式會談，討論在下屆大選推出共同名單。然而共產黨希望維持獨立的共產信仰，不希望併入新的左派聯盟。這導致激進政治黨退出會談。合作協商在第二屆魯伯斯內閣垮台並宣布臨時選舉將在同年秋天舉行後重新開啟。這次福音人民黨加入會談。激進政治黨由前主席威姆·德伯爾（Wim de Boer）領導的非政是代表團暫時代理，因該黨委員會不希望在剛退出不久的情形下重新加入。1989年夏季，四檔黨大會全部通過以共同黨綱與名單參選。此外，「綠色左派」聯盟也在此時成立讓非四黨黨員的支持者加入。與此同時，該聯盟以彩虹聯盟名義參加1989年歐洲議會選舉。事實上，政黨合併已經實現，綠色左派在1990年11月24日正式成立。

### 1989-1994
1989年大選，四黨以綠色左派名義推出單一名單參選。在荷蘭，全國為單一選區，政黨推出單一選舉名單參選。頭號候選人由政黨領袖擔任，通常也成為黨團主席。綠色左派參選名單包含各黨人士，新人也有機會獲選。激進政治黨在1986年為最大政黨，取得頭號候選人（莉亞·貝克斯（Ria Beckers））與第五位候選人，和平社會黨獲得第二名與第六名，共產黨取得第三名而福音人民黨分得第11名。第一位獨立候選人為來自鹿特丹的工會人士保羅·羅森莫勒，排名第四。本次選舉，該黨席次增加一倍至6席，但仍不如預期。 1990年地方選舉，該黨表現更為出色。
1990年，部分反對派組織起來反對綠色左派的溫和綠色路線。部分前和平社會黨成員在1992年成立「左派論壇」，離黨加入前和平社會黨領袖范德斯佩克成立 和平社會黨'92（PSP'92）。部分荷蘭共產黨前成員在同年加入荷蘭共產聯盟，成立荷蘭新共產黨。1991年，四黨黨大會決定正式廢黨。
綠色左派在制訂其政黨思想時遇到困難。1990年，因社會主義/共產主義與傾向自由主義的前激進政治黨成員的對立導致第一次政黨信念宣言的難產。 第二次政黨宣言在1991年歷經長期辯論與多次修正後才獲通過。
雖然綠色左派內部分歧，該黨是荷蘭唯一反對海灣戰爭的議會黨團。 黨內進行關於軍事介入的角色定位辯論，導致比其前身的和平主義更為微妙的立場：綠色左派支持在聯合國授權下的維和行動。
1990年秋天，歐洲議會議員維畢克（Verbeek）宣布他將履行他所承諾的就任二年半後退黨。 他則維持以獨立議員身分到1994年。1994年歐洲議會選舉，他擔任綠黨頭號候選人。
1992年，黨魁莉亞·貝克斯離開眾議院，因為她希望能有更多私人時間。彼得·蘭克霍斯特（Peter Lankhorst）成為臨時黨魁，但他表示將不參加黨內選舉。

### 1994-2002
1994年大選，綠色左派進行黨主席選舉。兩組雙人參選人為伊娜·布勞威爾（前荷蘭共產黨）與莫罕默德·拉巴（獨立派）；保羅·羅森莫勒（獨立派）與里歐妮·西普克斯（Leoni Sipkes，前和平社會黨）。另外還有五組獨立參選人，包括威姆·德伯爾（Wim de Boer，前激進政治黨主席與參議員）、赫曼·梅耶爾（Herman Meijer，前荷蘭共產黨）和伊內克·范根特（Ineke van Gent，前和平社會黨）。
部分參選人以雙人形式參選是想將家庭生活結和政治。布勞威爾、羅森莫勒與西普克斯是現任議員，而拉巴是荷蘭外國人中心（Dutch Centre for Foreigners）主席。兩組雙人參選人在第一輪勝出，但都未取得絕對多數。第二輪，布勞威爾與拉巴以51%獲勝。 布勞威爾與拉巴分別成為頭號與第二候選人，羅森莫勒與西普克斯緊接在後，接著是前黨主席瑪莉克·沃斯。雙頭號候選人並未受到選民青睞，失去一席，總席次來到五席。同時，中間偏左的工黨也失去許多席次。
選後，布勞威爾離開議會。羅森莫勒成為黨主席，其議員席次由塔拉·辛格·瓦馬（Tara Singh Varma）遞補。 極具魅力的羅森莫勒成為當時第一屆科克內閣反對陣營的「非官方領袖」，因為主要反對黨基督教民主呼籲在反對黨角色上適應不良。 羅森莫勒設立新策略：綠色左派不應只是反對政府決策，而應提出其他選擇。
1998年大選，綠色左派席次提升一倍至11席。「非官方」反對黨領袖羅森莫勒的個人魅力在這之中扮演重要角色。 許多新面孔在此時進入議會，包括1997年離開工黨來到綠色左派的菲姆克·哈爾斯瑪（Femke Halsema）。
該黨在2002年選後開始公開推測加入聯合政府的可能性。
1999年，科索沃戰爭造成黨內分裂。眾議院黨團支持北約介入，但參議院黨團反對。數名前和平社會黨眾議員公開質疑這次軍事介入。最後雙方妥協：綠色左派支持介入，前提是目標鎖定為軍事目標。在此之後馬庫斯·巴克（Marcus Bakker）與約普·沃特（Joop Vogt）等人退黨。
2001年，前議員塔拉·辛格·瓦馬受到質疑：據稱她謊稱患病，且未實現她發展組織的承諾。2000年，她宣稱罹患癌症離開議會。電視電台廣播基金會（TROS）節目《Opgelicht》影射她說謊。之後她在電視中道歉並表示她得了創傷後壓力心理障礙症。
同年，議會黨團在九一一襲擊事件後支持入侵阿富汗。這次入侵引起黨內動盪。多位前和平社會黨眾議員公開質疑這次行動。在黨內前和平社會黨黨員與該黨青年團DWARS的壓力下，黨團轉變立場，表示應該取消這場行動。
包括羅爾·范杜因（Roel van Duijn）在內的多名綠黨成員加入綠色左派，但仍維持綠黨黨員身分。

### 2002-現今
2002年大選，右派民粹主義的皮姆·佛圖恩（Pim Fortuyn）進入政治圈。他帶著反建制觀點，並呼籲限制穆斯林移民。雖然他的論點與第二屆科克內閣有關，但羅森莫勒是少數能凝聚力量反對佛圖恩的政治人物。選舉前夕，佛圖恩遭暗殺。之後，綠色左派議員及參選人阿布·哈瑞溫（Ab Harrewijn）也在選前過世。 選舉前後，羅森莫勒家庭一直遭受威脅，對他造成極大的壓力。 雖然得票數增加，但綠色左派在這次選舉中再失去一席。2003年大選前，羅森莫勒離開議會，表示針對他家庭的威脅持續存在。菲姆克·哈爾斯瑪成為黨主席與頭號候選人。該次選舉，綠色左派下滑兩席。
2003年，綠色左派全體一致反對伊拉克戰爭。該黨參與了全球反對對伊戰爭大遊行。
2003年年底，哈爾斯瑪因懷孕暫時離開議會。瑪莉克·沃斯（Marijke Vos）暫代黨主席。 哈爾斯瑪返回議會後，開始進行政黨路線討論。她強調個人自由、寬容、自我實現與解放。她曾在訪問中表示該黨是「荷蘭最後一個自由主義政黨」。 這引起媒體與觀察家的注意，猜測會有政黨意識形態的改變。 2005年，該黨智庫發表「作為理想的自由」（Vrijheid als Ideaal），在書中重要的輿論者探索左派新的政治空間與立場。 2007年2月黨大會，黨委員會發起政黨方針的黨內討論。
2004年黨大會，競選委員會提議代表團主席約斯特·拉根迪克擔任頭號候選人。里歐·普拉特福等人則提議要透過選擇。他們希望重要位子需要經過認真討論。該黨委員會宣布新的選舉程序。在黨大會中，歐洲議員卡特琳·布特維（Kathalijne Buitenweg）希望能有機會擔任頭號候選人。她爆冷門以些微差距打敗拉根迪克。布特維甚至沒有草擬勝選感覺而念出拉根迪克的草稿。
2005年5月，議員法拉·卡里米（Farah Karimi）出書記述她參與伊朗伊斯蘭革命的過去。但因黨中央已經先知道這項消息，並未引起波盪。2005年11月，黨委員會要求參議員山姆·波姆斯（Sam Pormes）放棄議員身分。參與1970年代葉門游擊隊訓練與1977年訓練南摩鹿加駭客的謠言，以及福利詐欺的指控已傷害綠色左派。
波姆斯拒絕辭職，黨中央威脅開除黨籍。2006年3月，黨大會支持波姆斯，黨主席赫曼·梅耶爾被迫辭職。2006年5月，漢克·尼霍夫（Henk Nijhof）成為新任主席。2006年11月，波姆斯離開參議院，古斯·明德曼（Goos Minderman）繼任。
2006 年荷蘭地方選舉，該黨維持平盤，只失掉幾席。選後，綠色左派進入了75個地方市政委員會，其中瑪莉克·沃斯當選阿姆斯特丹市政委員。
2006年大選，哈爾斯瑪再度當選頭號候選人。卡特琳·布特維與喜劇演員文森·畢洛（Vincent Bijlo）為最末候選人。該年選舉綠色左派再失一席。
接下來由基督教民主呼籲、工黨和社會黨的組閣會議宣告破局，哈爾斯瑪宣布綠色左派將不加入進一步的組閣會議。 這項決定再次引發黨內對於政治路線與哈爾斯瑪領導能力的辯論。這次辯論不僅包含選舉失利與不參與組閣會議，也包含了政黨菁英主義的形象、哈爾斯瑪提倡的新自由主義路線，以及黨內民主的缺乏。數位黨內重要人物，包括前領導人伊娜·布勞威爾、參議員里歐·普拉特福和歐洲議員約斯特·拉根迪克等人提出自己的質疑。 作為回應，黨中央設立由前議員、前激進政治黨主席布拉姆·范歐吉克領導的委員會。2007年夏季，成立另一個由范歐吉克率領的委員會以進行關於政黨路線、組織與策略的大型辯論。該委員會執行2006年黨大會通過的動議，重新評估2004年哈爾斯瑪提出的政黨路線。 2008年，委員會針對政黨理念、組織與策略進行黨內辯論。同年11月，新政黨理念宣言通過。
2008年8月，綠色左派議員威南德·杜芬達克（Wijnand Duyvendak）發表新書，承認他曾侵入經濟部偷取核電廠計畫。8月18日他宣布辭職。 約蘭德·薩普（Jolande Sap）繼任。
2008年，歐洲議員約斯特·拉根迪克與卡特琳·布特維宣布他們將不爭取連任。綠色左派須選出新任頭號候選人，共有五人爭取：阿姆斯特丹市政委員尤迪特·沙根提尼（Judith Sargentini）、前歐洲議員亞歷山大·德魯（Alexander de Roo）、參議員蒂妮克·史翠克（Tineke Strik）、環境研究者巴斯·艾克浩特（Bas Eickhout）和布特維議會助理尼爾斯·范登堡（Niels van den Berge）。經黨內公投後沙根提尼勝出。黨大會將艾克浩特排在第二順位。
2010年4月18日，黨大會提出2010年大選候選人名單。兩名現任議員伊內克·范根特與菲姆克·哈爾斯瑪獲准爭取第四任期。哈爾斯瑪再次當選黨主席。范根特排候選人名單第五位。名單前五位皆為現任議員，且四名為女性。其他新人包括綠色和平組織成員莉絲貝特·范通格倫（Liesbeth van Tongeren）、全國基督教工會（Christelijk Nationaal Vakverbond）青年組織主席傑西·克萊佛（Jesse Klaver）。該黨贏得10席。
2017年荷蘭大選，綠色左派增至14席，選後一度加入聯合政府的談判，但因與自由民主人民黨及基督教民主呼籲在經濟、環保和移民議題上相左，其後退出聯合政府談判。

## 意識形態與議題

### 意識形態
該黨結合綠色政治與左派理想。 核心思想記載在黨綱中。 該黨將本身定位為熱愛自由傳統的左派。其信念有：
- 保護地球、生態系統與尊重動物。
- 世界上所有公民與所有世代對自然資源的平等分配。
- 收入平均分配與工作、照護、教育、娛樂的平等機會。
- 一個多元化的社會，每個人都可以參與自由。
- 加強國際法治，以確保和平與尊重人權。

該黨信念反映了四個創始政黨各異的意識形態。1970年代至80年代，該黨採納了環境保護主義與女性主義，他們支持社會民主主義並反對設立新核電廠與配置核武器。
前黨主席哈爾斯瑪開始進行政黨思想的辯論。她強調左派的熱愛自由傳統並選擇自由作為核心價值。她與觀察家稱呼其路線為左派自由主義，但哈爾斯瑪本人表示她不想強迫改變政黨思想。
哈爾斯瑪跟隨以賽亞·伯林，區分出積極自由與消極自由。 根據哈爾斯瑪，消極自由是受政府影響的自由公民。她應用這個觀點在多元文化社會和法治國家上，政府應保護公民權利並不做限制。積極自由是公民自貧困和歧視中解放。哈爾斯瑪希望運用在觀點在福利國家與環境，政府應做出更多行動。根據哈爾斯瑪，綠色左派是非教條政黨，並有無政府主義傾向。

### 提議
2010年大選選舉宣言在該年4月通過。標題為「為未來準備」（Klaar voor de Toekomst）。該宣言強調國際合作、福利國家改革、環境政策與社會寬容。
綠色左派自認是「社會改革政黨」，能改革政府財政與增加勞動市場中「外來者」的職位，如移居青年、單親家庭、短期勞工與殘疾人士。這意味他們反對右派政黨只削減成本，沒有提供工作、解放與參與的機會。 但是，不同於其他左派反對黨，綠色左派不想維護目前的福利國家，因為這只提供最基本的補助，但沒有工作的遠景。 該黨希望改革荷蘭福利國家補助至今仍被排除在福利國家之外的「外來者」。為了增加就業，綠色左派提出「參與合約」。失業補助需增加並限制至一年。在這段期間人們需尋找工作或教育。如果一年將至但仍未找到工作，政府將提供最低工資的工作。為創造更多就業機會，他們希望執行綠色稅收轉移，將降低低收入勞工的稅務。這將以提高污染稅收來彌補。為了增加弱勢群體的遠景，他們希望投資教育特別是初級職業教育（VMBO）。為了確保移民有更好的就業機，該黨希望堅決處理歧視，特別是勞動市場。該黨也希望藉由兒童津貼減少收入差異。 綠色左派也支持改革政府退休金：超過45歲的勞工應有領取退休金的權利。較早工作的勞工應有較早退休的權利。領取失業或傷殘津貼與照護孩童或家人應視為就業。抵押貸款利息制度在經過40年後應廢止。
國際合作是該黨的重要議題，包括與未發展國家的發展合作。綠色左派希望增加發展援助至國民生產總值0.8%。他們希望在公平貿易的條件下，開放第三世界的貨物進入歐洲市場。為了確保自由與公平貿易，他們希望提升國際貨幣基金與世界銀行的民主化。該黨也支持加強金融市場的國際控管，但批評歐盟執委會的當前政策。該黨支持歐洲憲法，但之後他們在2005年荷蘭歐洲憲法公投中表達反對，綠色左派提倡強調民主與輔助性的新條約。該黨批評反恐戰爭。他們希望加強聯合國維持和平部隊的影響力，改革荷蘭軍隊加入維和部隊。北約的功能應被歐盟與聯合國取代。
綠色左派希望透過鼓勵耐用的替代品解決環境問題，特別是氣候變遷。該黨希望推行稅收與排污交易刺激可替代能源，作為石化燃料與核電廠的替代品。他們希望關閉荷蘭所有核電廠，徵收燃煤使用稅以阻止建設新的燃煤發電廠。此外，他們希望加強節約能源。該黨希望投資乾淨的大眾運輸，作為私人運輸的替代品。大眾運輸的投資來源來自停止建設新高速公路與推行道路收費。該黨透過稅務鼓勵有機農業。此外，綠色左派希望將動物權利寫入《荷蘭憲法》。
綠色左派重視個人自由與法治。該黨希望軟毒品合法化。他們希望透過擴張憲法保護電子郵件和其他現代技術的自由溝通，保護網路上的公民權。他們也支持改革著作權，允許非商業重製行為公部門使用開放原始碼軟體。長期目標上，該黨希望廢除荷蘭皇室並建立共和國。他們也支持削減政府官僚規模，例如減少部會數量和廢除參議院。最後，綠色左派支持無限制自由移民和難民政策。他們要求提供人口販賣受害者居住允許，取消婚姻移民的收入要求。

### 概況

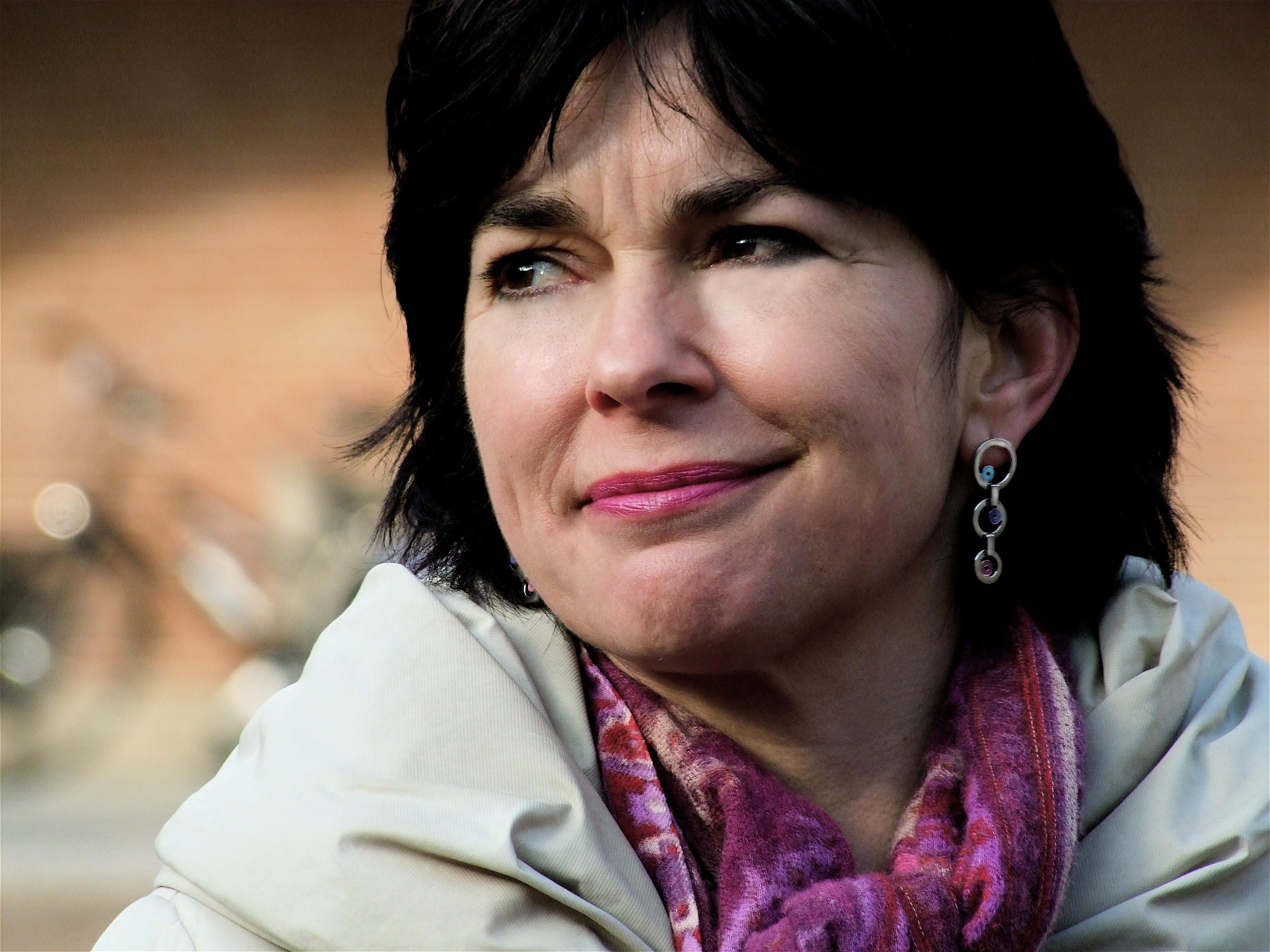
众议员約蘭德·薩普

## 選舉表現

### 眾議員
2010年大選，綠色左派拿下10席眾議員：
1. 約蘭德·薩普，黨團主席。2008年接替威南德·杜芬達克進入議會。她是女性經濟學者。[37]
2. 托菲克·迪比（Tofik Dibi），安全、青年與融合發言人。2006年起進入議會。他主修媒體研究並曾參與反種族主義運動。[38]
3. 麻里子·彼得斯（Mariko Peters），外交、文化與司法發言人。2006年起進入議會。為一名律師。[39]
4. 伊內克·范根特，解放、公共運輸和王國關係發言人。1998年進入議會。她曾工作於荷蘭勞工運動聯盟（Federatie Nederlandse Vakbeweging, FNV）。1991年加入和平社會黨。[40]
5. 莉絲貝特·范通格倫，環境發言人。2010年進入議會。她在進入議會前是綠色和平組織荷蘭分部主任。[41]
6. 傑西·克萊佛，社會與教育發言人。2010年進入議會。他在進入議會前是全國基督教工會（Christelijk Nationaal Vakverbond, CNV）青年組織主席。[41]
7. 布魯諾·布拉奎斯（Bruno Braakhuis），經濟、科學與歐洲事務發言人。2010年進入議會。他在進入議會前從事企業社會責任。[42]
8. 阿揚·艾爾法斯德（Arjan El Fassed），外交與發展合作發言人。2010年進入議會。他在進入議會前在樂施會工作。[43]
9. 琳達·佛特曼（Linda Voortman），住宅與健保發言人。2010年進入議會。她曾工作於荷蘭勞工運動聯盟。[44]
10. 瑞克·格拉修夫（Rik Grashoff），農業、國防與公共行政發言人。2010年進入議會接替麻里子·彼得斯與菲姆克·哈爾斯瑪。他曾在鹿特丹和台夫特擔任市政委員。[45]

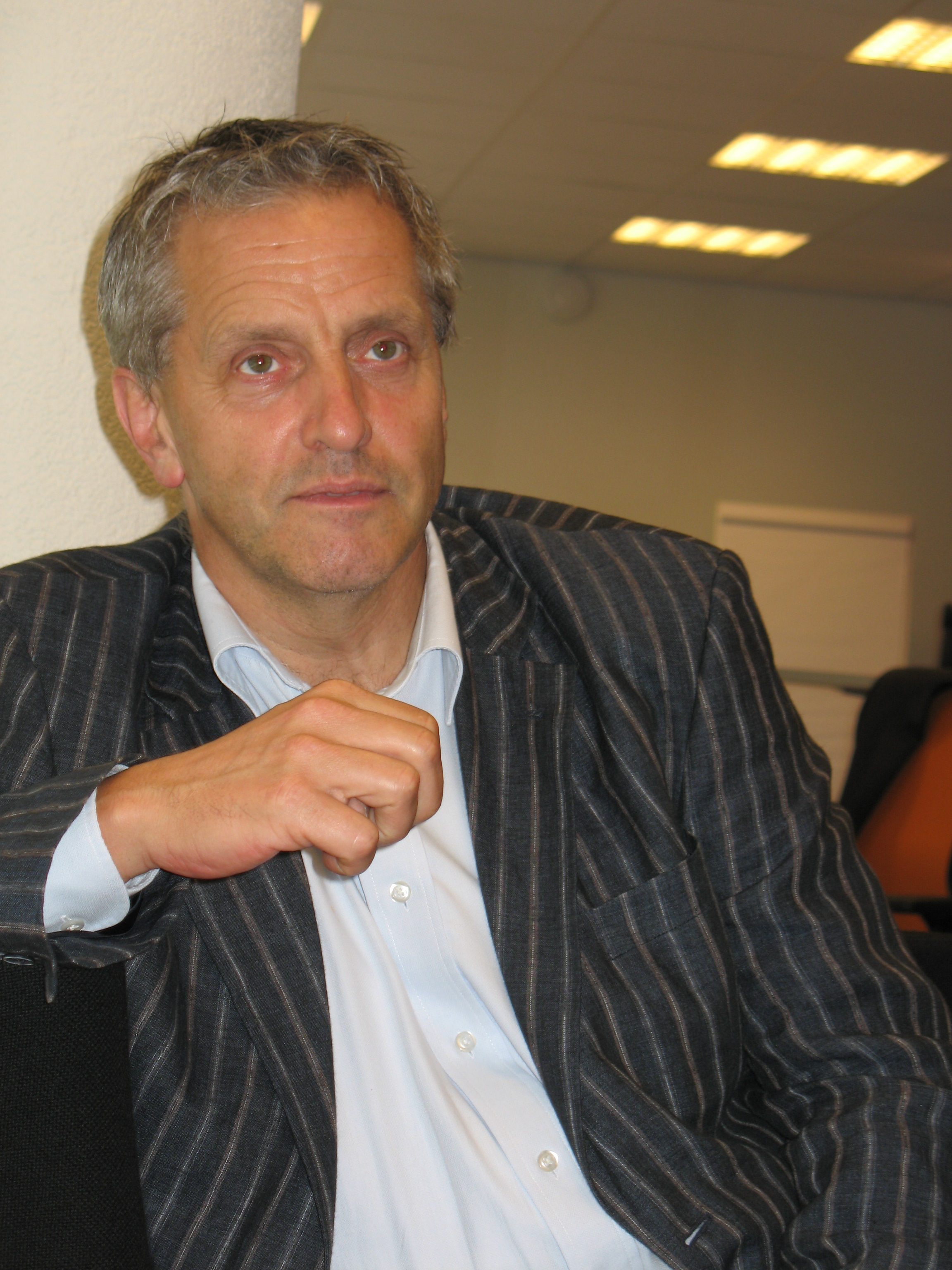
參議員托夫·提森

### 參議員
2011年參議院選舉，該黨拿下五席參議員：
1. 托夫·提森，黨團主席。2004年進入參議院。他是教育、地方政府與經濟發言人。除此之外還在荷蘭市鎮聯盟工作。他曾擔任魯爾蒙德市政委員。1991年以前是和平社會黨黨員。[46]
2. 瑪格莉特·德波爾（Margreet de Boer）。2011年進入參議院。
3. 魯爾德·岡茲佛特（Ruard Ganzevoort）。2011年進入參議院。
4. 蒂妮克·史翠克，家庭、外交與社會發言人。她在2011年進入參議院。另外她還是法律研究員。她曾擔任瓦赫寧恩市政委員。[47]

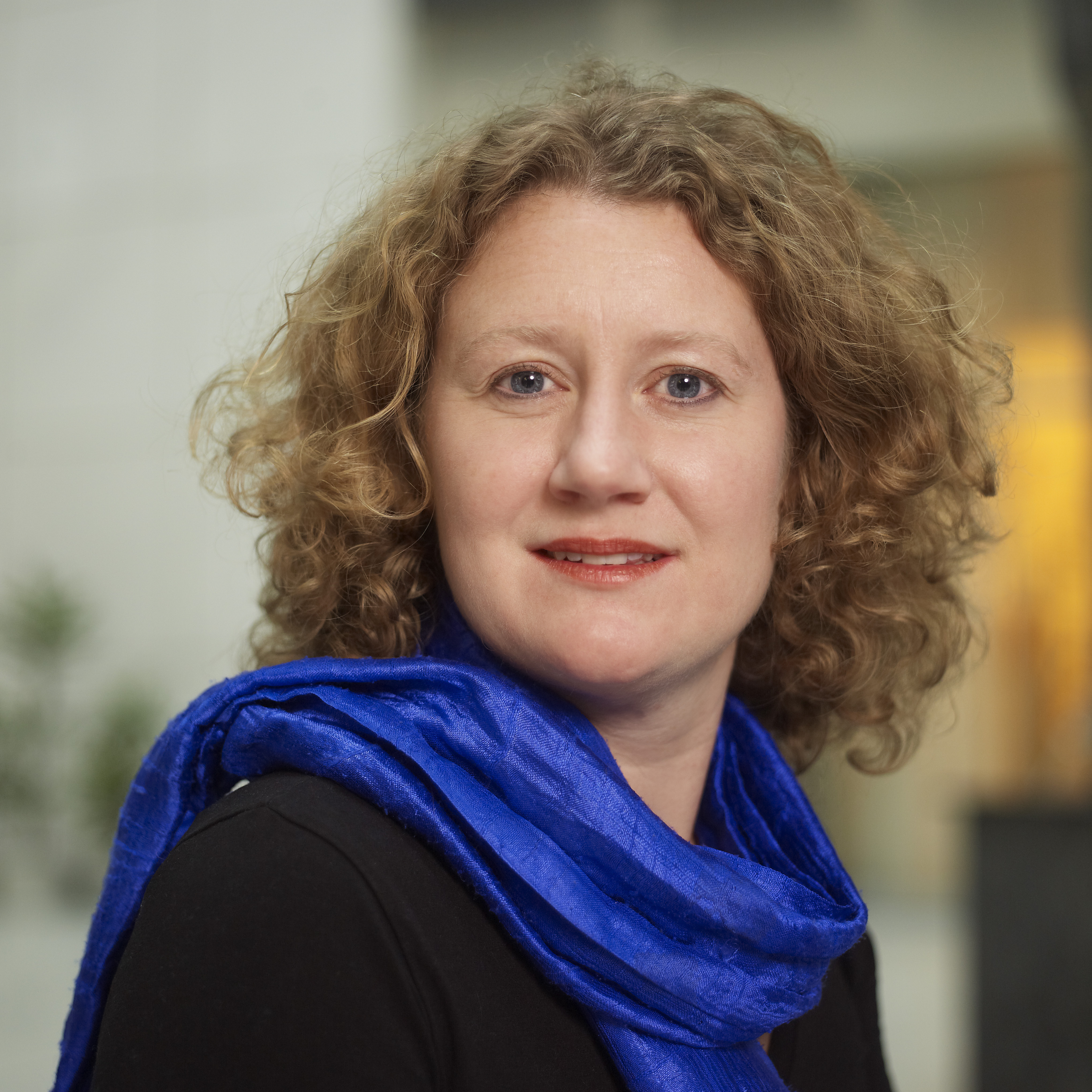
歐洲議會代表團領袖尤迪特·沙根提尼

5. 瑪莉克·沃斯。2011年進入參議院。

### 歐洲議會議員
2009年歐洲議會選舉，該黨獲得三席歐洲議會議員：
1. 尤迪特·沙根提尼 - 歐洲議會代表團領袖，歐洲議會公民自由、司法與家庭事務委員會成員及發展委員會替補委員。[48]
2. 巴斯·艾克浩特 - 歐洲議會環境、公共衛生與食品安全委員會成員兼農業與農村發展委員會替補委員。[48]
3. 瑪莉·科內利森（Marije Cornelissen） - 女權與性別平等委員會、就業與社會委員會成員[48]

## 選民結構

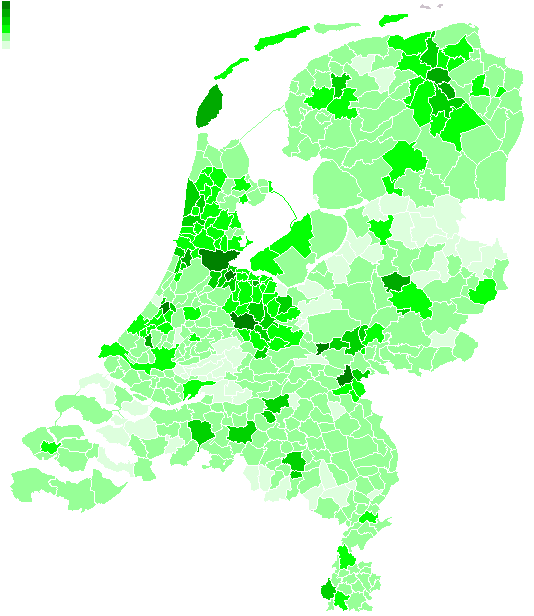
2006年選舉各地得票率

綠色左派在大城市中表現特別出色，特別是有大學的城市，如阿姆斯特丹（12.5%）、烏特勒支（12.2%）、瓦赫寧恩（11.8%）、尼美根（10.4%）和萊登（10.0%）。女性支持率比男性高出20%。該黨吸引了大量LGBT選民支持。 綠色左派也獲得穆斯林移民選民的支持，特別是土耳其和摩洛哥裔，其支持度比全國選民支持度高出一倍。
綠色左派選民對於特定政策有著特別立場。1989至2003年，他們是荷蘭最偏左的選民，比社會黨選民更為傾左。這些左派選民贊成重新分配財富，安樂死的選擇自由，為難民開放邊界，多文化社會與堅決反對建設新核電廠。但因綠色左派對歐盟的態度，使他們被認為比社會黨為右。

## 外部連結
- 官方網站 （页面存档备份，存于）